# Bristol Bulldog
Bristol Bulldog là một loại máy bay tiêm kích hai tầng cánh của Không quân Hoàng gia (RAF) Anh, nó được hãng Bristol Aeroplane Company thiết kế trong thập niên 1920, có trên 400 chiếc Bulldog đã được chế tạo, trở thành loại máy bay thông dụng nhất của RAF trong thời gian giữa hai cuộc thế chiến.

## Thiết kế và phát triển

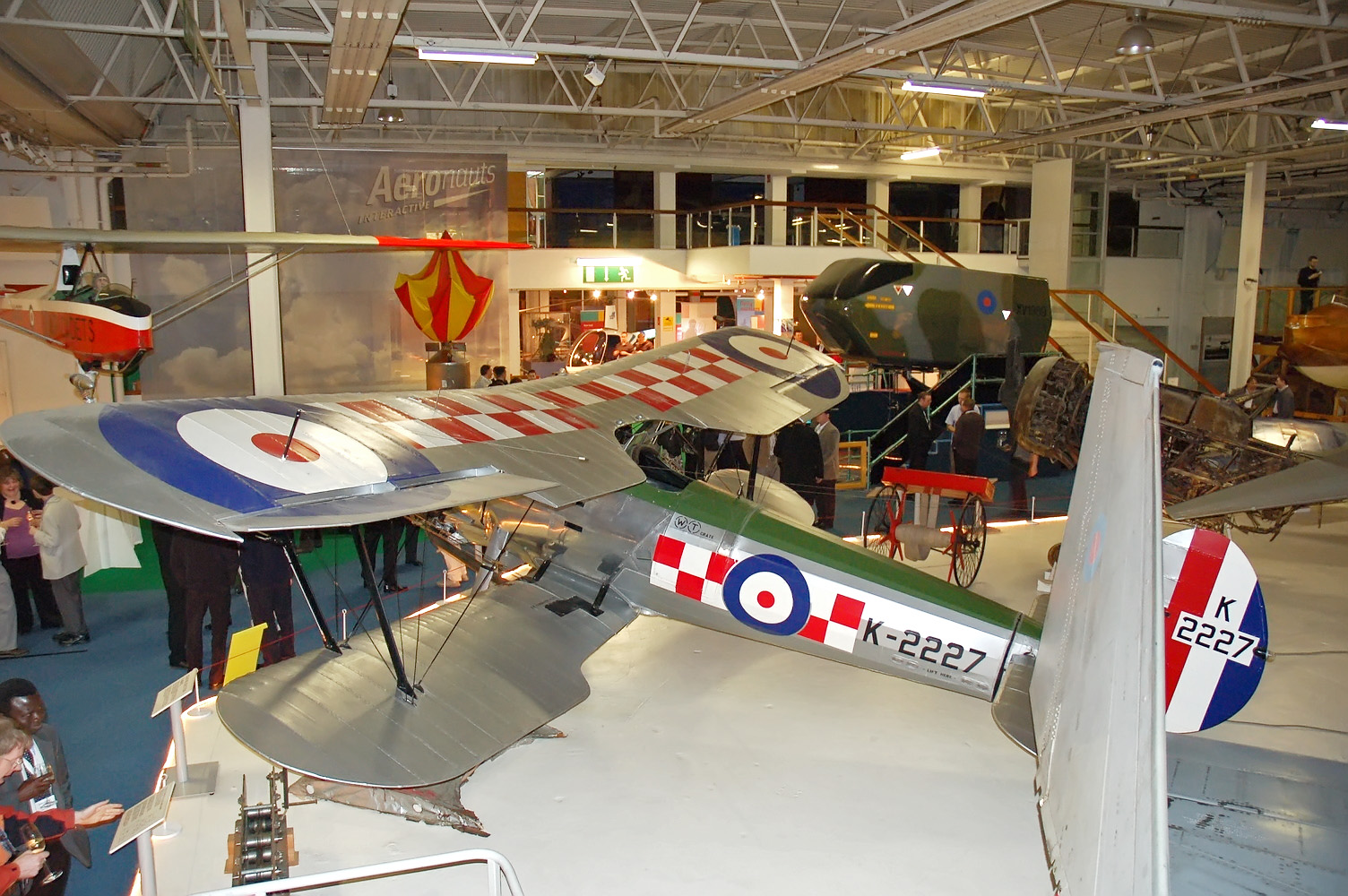
Một chiếc Bristol Bulldog trưng bày tại Bảo tàng RAF, Hendon

Tháng 9 năm 1926, Bộ không quân yêu cầu một máy bay tiêm kích một chỗ có khả năng hoạt động cả ngày lẫn đêm; trang bị 2 khẩu súng máy Vickers 0.303 in (7,7 mm) và động cơ bố trí tròn làm mát bằng không khí. Yêu cầu này được đưa ra trong Đặc tả kỹ thuật F9/26. Bulldog được Frank Barnwell thiết kế, đây là nhà thiết kế trưởng của công ty Bristol. Mẫu thử Bulldog có tên gọi Bulldog Mk. I bay lần đầu ngày 17 tháng 5 năm 1927. Sau khi xem xét ban đầu tất cả các kiểu để đáp ứng đặc tả kỹ thuật, Bulldog và Hawker Hawfinch được lựa chọn để đánh giá chi tiết hơn. Khả năng cơ động và sức mạnh của Bulldog được RAF ca ngợi, nó có đặc tính phục hồi quay tròn kém nên có thân kéo dài ở phía sau. Trong cuộc cạnh tranh với Hawfinch, Bulldog đã là mẫu chiến thắng, nó có tốc độ cao hơn, bảo trì dễ dàng, yêu cầu thay đổi trong chế tạo ít hơn để sản xuất ra máy bay so với Hawfinch.
Bản sản xuất hoàn chỉnh của Bulldog có tên gọi Mk.II, nó được sửa đổi cấu trúc nhưng về mọi khía cạnh khác là giống với mẫu thử Bulldog ban đầu; có 2 súng máy Vickers 0.303 in (7,7 mm); mang 4 quả bom 20 lb (10 kg); động cơ 450 hp (340 kW) Bristol Jupiter; tốc độ cực đại đạt 180 mph (290 km/h) và tầm bay 300 mi (480 km). Bulldog được đưa vào sản xuất năm 1928, trang bị năm 1929, và là loại máy bay được sử dụng rộng rãi nhất trong RAF vào đầu thập niên 1930.

## Lịch sử hoạt động
RAF không sử dụng Bulldog để tham chiến, dù trong cuộc khủng hoảng Abyssinia 1935-1936 Bristol Bulldog đã được gửi tới Sudan để hỗ trợ cho Bộ tư lệnh Trung Đông. Phi công Douglas Bader đã mất cả hai chân khi chiếc Bristol Bulldog của ông bị rơi khi đang biểu diễn nhào lộn trên không tại sân bay Woodley gần Reading.
Bulldog rút khỏi biên chế của Bộ tư lệnh tiêm kích RAF vào tháng 7 năm 1937, thay thế nó là loại Gloster Gauntlet. Sau khi rút khỏi bộ tư lệnh tiêm kích, nó được sử dụng để làm máy bay huấn luyện.
Bulldog đã xuất khẩu tới Australia, Đan Mạch, Estonia, Phần Lan, Nhật Bản, Latvia, Xiêm La, Tây Ban Nha và Thụy Điển.
Năm 1936, Latvia để hiện đại hóa không quân của mình, đã bán 11 chiếc Bulldog của họ cho lực lượng dân tộc xứ Basque chiến đấu chống lại lực lượng Cộng hòa Tây Ban Nha trong cuộc Nội chiến Tây Ban Nha, nó vẫn được dùng tới khi diễn ra trận Santander. 19 chiếc Bulldog được Không quân Phần Lan sử dụng trong Chiến tranh Liên Xô-Phần Lan vào năm 1939. Những chiếc Bulldog đã bắn rơi 6 chiếc máy bay của Liên Xô, gồm 2 chiếc Polikarpov I-16 và 4 chiếc Tupolev SB.

## Biến thể
Bulldog Mk. I
Mẫu thử tiêm kích bay đêm và ngày một chỗ; 2 chiếc do Bristol Aeroplane chế tạo.
Bulldog Mk. II
Phiên bản tiêm kích một chỗ. Trang bị một động cơ 440 hp (330 kW) Bristol Jupiter VII; 92 chiếc do Bristol Aeroplane chế tạo.
Bulldog Mk. IIA
Phiên bản tiêm kích một chỗ. Trang bị một động cơ 490 hp (370 kW) Bristol Jupiter VIIF; 268 chiếc do Bristol chế tạo.
Bulldog Mk. IIIA
Phiên bản tạm thời. Chỉ có 2 chiếc do Bristol chế tạo.
Bulldog Mk. IVA
Phiên bản tiêm kích một chỗ. Trang bị một động cơ 640 hp (480 kW) Bristol Mercury; 18 chiếc do Bristol chế tạo.
Bulldog TM (Type 124)
Phiên bản huấn luyện 2 chỗ; 59 chiếc do Bristol chế tạo.
"J.S.S.F."
2 chiếc do Nakajima Aircraft Works chế tạo theo giấy phép ở Nhật Bản.

## Quốc gia sử dụng
Úc
- Không quân Hoàng gia Australia

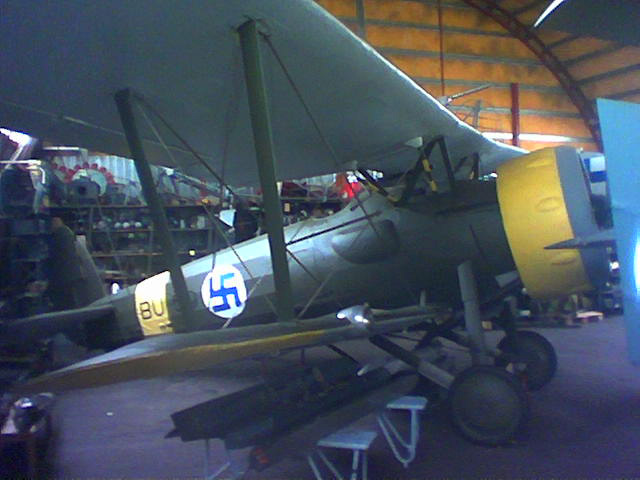
Bristol Bulldog trưng bày tại Bảo tàng Hàng không Hallinportti.

  - Phi đoàn 1 RAAF - Bulldog Mk. IIA
  - Phi đoàn 2 RAAF - Bulldog Mk. IIA

 Đan Mạch
- Không quân Hoàng gia Đan Mạch

 Estonia
- Không quân Estonia

 Phần Lan
- Không quân Phần Lan

 Nhật Bản
- Không lực Hải quân Đế quốc Nhật Bản

 Latvia
- Không quân Latvia

 Siam (Thái Lan)
- Không quân Hoàng gia Thái Lan

 Cộng hòa Tây Ban Nha
- Không quân Cộng hòa Tây Ban Nha

 Thụy Điển
- Không quân Hoàng gia Thụy Điển

 Anh Quốc
- Không quân Hoàng gia

| - - Phi đoàn 3 RAF - Bulldog Mk. II và Bulldog Mk. IIA - Phi đoàn 17 RAF - Bulldog Mk. II và Bulldog Mk. IIA - Phi đoàn 19 RAF - Bulldog Mk. IIA - Phi đoàn 23 RAF - Bulldog Mk. IIA - Phi đoàn 24 RAF – 1 chiếc Bulldog 2 chỗ. - Phi đoàn 29 RAF - Bulldog Mk. IIA - Phi đoàn 32 RAF - Bulldog Mk. IIA | - - Phi đoàn 41 RAF - Bulldog Mk. IIA - Phi đoàn 54 RAF - Bulldog Mk. IIA - Phi đoàn 56 RAF - Bulldog Mk. IIA - Phi đoàn 111 RAF - Bulldog Mk. IIA - Trường huấn luyện bay số 3 - Trường huấn luyện bay số 5 - Trường huấn luyện bay trung tâm RAF - Cao đẳng RAF, Cranwell |

## Tính năng kỹ chiến thuật (Bulldog II)

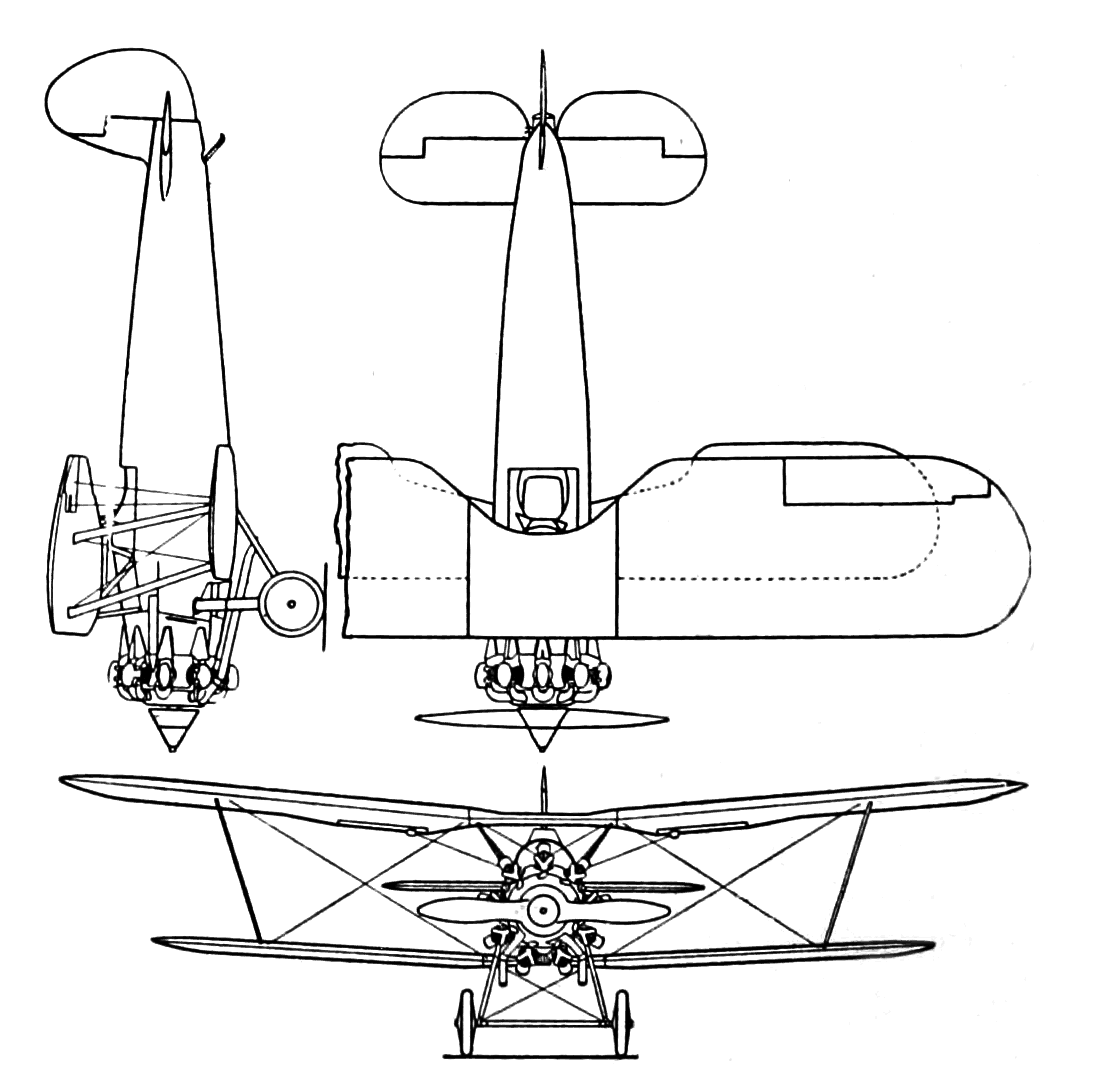
Bristol Bulldog

Bristol Aircraft since 1910 

### Đặc điểm riêng
- Tổ lái: 1
- Chiều dài: 25 ft 2 in (7.67 m)
- Sải cánh: 33 ft 10 in (10.3 m)
- Chiều cao: 8 ft 9 in (2.67 m)
- Diện tích cánh: 307 ft² (28.5 m²)
- Trọng lượng rỗng: 2,205 lb (1,000 kg)
- Trọng lượng cất cánh tối đa: 3,490 lb (1,586 kg)
- Động cơ: 1 × Bristol Jupiter VII, 440 hp (328 kW)

### Hiệu suất bay
- Vận tốc cực đại: 155 kn (178 mph, 287 km/h)
- Trần bay: 29,300 ft (8,930 m)

### Vũ khí
- 2 khẩu súng máy Vickers 0.303 in (7.7 mm)
- 4 bom 20 lb (9 kg)

### Máy bay có tính năng tương đương
- Gloster Grebe
- Gloster Gamecock
- Hawker Woodcock

### Danh sách khác
- Danh sách máy bay quân sự giữa hai cuộc chiến tranh thế giới
- Danh sách máy bay tiêm kích
- Danh sách máy bay của RAF